# Nongjia

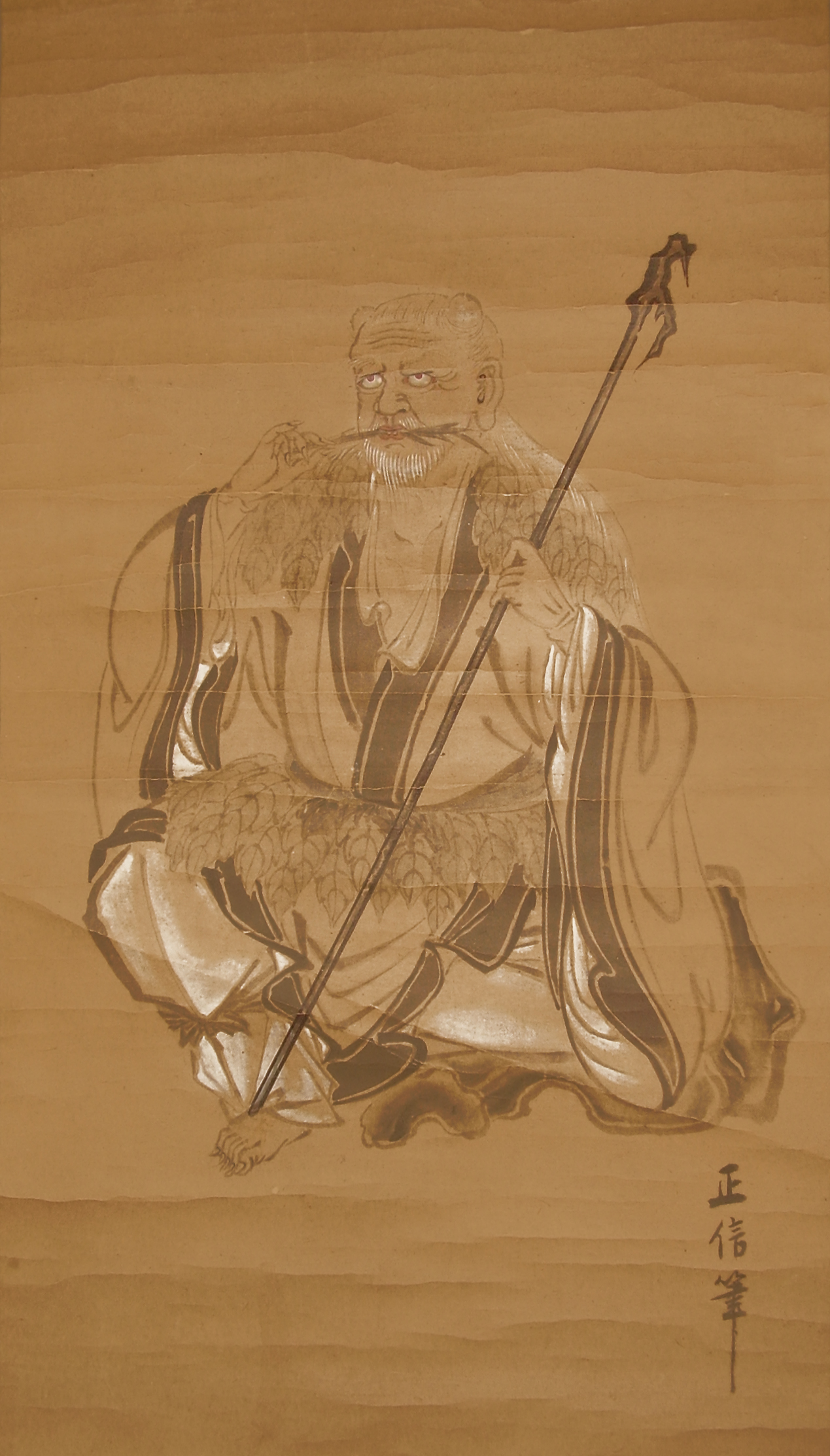
Shennong, figura mítica en què es basa aquesta escola de pensament

L'Escola dels agricultors o Nongjia (xinès tradicional: 農家, xinès simplificat: 农家, pinyin: nóngjiā), corrent també anomenat "agriculturalisme", va ser una de les primeres filosofies agràries que va advocar pel comunalisme i la igualtat camperoles. Es va desenvolupar durant el període històric xinès conegut com 'dels reialmes combatents' (475 aC i 221 aC). Aquesta filosofia es basa en la idea que la societat humana s'ha originat amb el desenvolupament de l'agricultura i que, per tant, les benestar social hauria de basar-se en la "prosperitat natural de les persones de la granja".
Els partidaris d'aquesta escola creien que el govern ideal, seguint el model del govern semi-mític de Shennong, hauria d'estar dirigit per un rei benèvol que treballaria al costat dels pagesos en els camps de conreu. El rei agriculturalista no seria pagat pel govern a través dels seus tresors; els seus mitjans de subsistència derivarien dels beneficis que guanyés treballant al camp. A diferència dels confucianistes, els agriculturalistes no creien en la divisió del treball, argumentant que les polítiques econòmiques d'un país s'han de basar en una autosuficiència igualitària. També defensaven que els preus dels productes similars havien de ser fixos, independentment de les diferències de qualitat i de la demanda, i que els sous havien de ser iguals per a tothom, independentment dels serveis oferts.